# Garrett Wang
Garrett Richard Wang (Riverside, 15 dicembre 1968) è un attore statunitense.
Ha recitato a teatro e in televisione, ma è famoso soprattutto per avere interpretato il guardiamarina Harry Kim nella serie televisiva di fantascienza Star Trek: Voyager.

## Biografia
Garrett Richard Wang (il cognome si pronuncia "Wong") è nato da genitori cinesi emigrati in America. Ha vissuto nell'Indiana, alle Bermude e quindi, all'età di nove anni, nel Tennessee. Dopo aver frequentato la Harding Academy High School a Memphis si è trasferito a Los Angeles dove si è laureato e dove la sua professoressa di teatro, Jenny Roudtree, lo ha convinto ad iniziare la carriera di attore. Nel 1997, Wang è stato considerato dal People Magazine uno degli uomini più belli del mondo. Nel 2001 stato considerato da E! Entertainment Television uno dei "20 scapoli più belli" degli Stati Uniti.

## Filmografia
- All-American Girl - serie TV (1994)
- Angry Cafe (1995)
- Flesh Suitcase (1995)
- Star Trek: Voyager - serie TV, 176 episodi (1995-2001) - Harry Kim
- Hundred Percent (1998)
- Ivory Tower (1998)
- The Auteur Theory (1999)
- Star Trek: Voyager Elite Force (2000) (videogioco)
- Piñata - L'isola del terrore (Demon Island), regia dei fratelli David Hillenbrand e Scott Hillenbrand (2002)
- Into the West - Miniserie TV (2005)
- American Dad! - serie animata, episodio 12x14 (2015)
- Unbelievable!!!!!, regia di Steven L. Fawcette (2020)